# Kampor
Kampor (olaszul Campora) falu a horvátországi Rab sziget nyugati részén, a sziget fővárosától, Rabtól északnyugatra. Lakosainak száma kb. 1000 fő.
A település a Veli vrh és a Kalifront közé beékelődött Kampor-mezőn (Kampor polje) található. A tőle nyugatra fekvő Kalifront a sziget legzöldebb része, hiszen majdnem teljes egészében mediterrán fenyőerdő borítja. Kampor központja a Kampori-öböl (Kamporska draga) mentén fekszik, kis kikötővel és kempinggel határolva. A települést görög és római telepesek alapították, a neve a latin campus (mező) szóból ered.
A lakosság eredetileg mezőgazdaságból élt, de manapság már a turizmus a fő pénzforrás. Ennek legjobb példája a Kamportól délre fekvő Suha Punta turistatelepülés (Turistično naselje Suha Punta). Innen nem messzire, a Frkanj déli lábánál egy naturista strand is található.

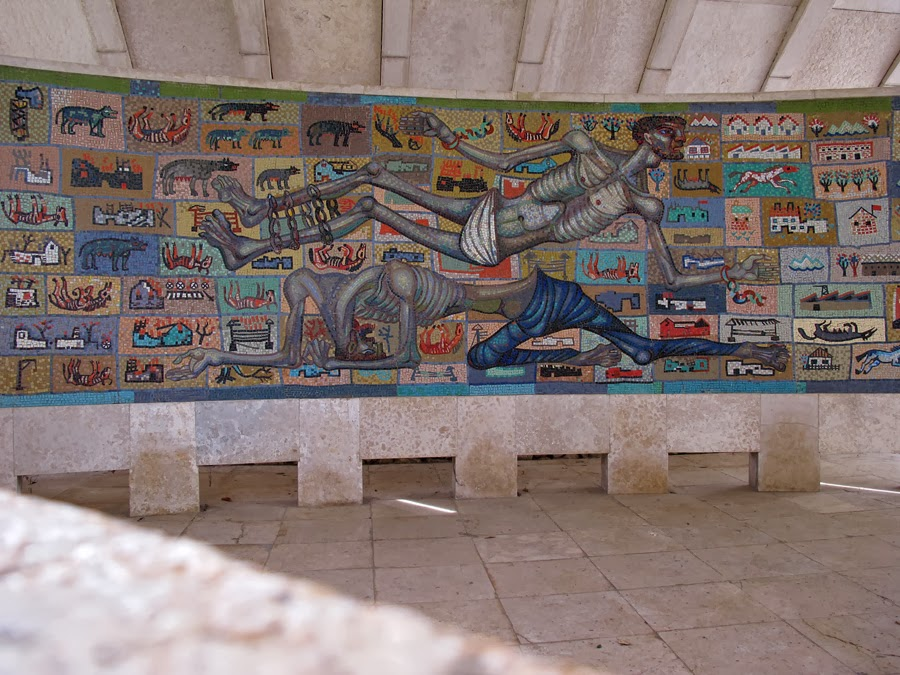
Mozaik az koncentrációs tábor helyén létesült emlékparkban

Legfőbb látnivalója a Szent Eufémia ferences rendi kolostor (Samostan Sveta Eufemija vagy Sveta Fumija) és múzeum (kis galériával és könyvtárral), mely a település déli felén, a Szent Eufémia-öböl (Uvala Sveta Eufemija) mellett található. Kampor mellett volt egy koncentrációs tábor a II. világháború idején, ahol jórészt szlovén foglyokat őriztek. Területén emlékhely található.

## Külső hivatkozások
- A település hivatalos oldala
- Rövid információ Kamporról képekkel